# Unitat Socialista
|  | No s'ha de confondre amb el partit polític italià Unitat Socialista (Itàlia). |

Unitat Socialista (US) va ser el nom de la coalició electoral que van formar per les eleccions generals espanyoles de 1977 al Congrés el Partido Socialista Popular d'Enrique Tierno Galván i la Federació de Partits Socialistes (FPS). Per part de la FPS, van formar part de la coalició el Partit Socialista d'Andalusia (Alejandro Rojas-Marcos), el Partit Socialista Aragonès (Emilio Gastón), el Partit Socialista Autonomista de Canàries, el Partit Socialista de la Regió Murciana, el Partit Socialista de les Illes (Mallorca) i el Moviment Socialista de Menorca. També ho va fer el Partit Socialista del País Valencià, el qual, no obstant això, va haver de fer front a profunda divisió entre els partidaris de Joan Enric Garcés i Ramon, que recolzaven la coalició, i els d'Alfons Cucó, contraris a ella. Finalment, el PSPV es va presentar en la coalició, mentre que al sector de Cucó se li va prohibir l'ús de les sigles PSPV, com pretenien.
En el Senat, la coalició es va presentar només en algunes circumscripcions, mentre que el PSP s'integrava en altres en candidatures plurals d'esquerra en les quals participava el PSOE.
Els resultats electorals del conjunt de la coalició no van ser els esperats. Unitat Socialista va obtenir 816.582 vots al Congrés (4,46%), que es van traduir en sis escons, dels quals cinc pertanyien al PSP (tres per Madrid, Enrique Tierno Galván, Raúl Morodo Leoncio i Donato Fuejo; un per Cadis, Esteban Caamaño; i un altre a València, Manuel Sánchez Ayuso) i un al Partit Socialista Aragonès (per Saragossa, Emilio Gastón). En el Senat, va obtenir dos senadors, tots dos del PSP: a Madrid i Alacant (José Vicente Beviá Pastor).
Donada l'exigüitat de la representació parlamentària, els sis diputats escollits en les candidatures d'Unitat Socialista van passar al Grup Mixt. Els dos senadors del PSP es van integrar en el Grup Parlamentari Progressistes i Socialistes Independents.

## Resultats electorals
| Any  | Vots    | %     | Escons  |
| ---- | ------- | ----- | ------- |
| 1977 | 816.582 | 4,46% | 6 / 350 |